# 浅裂掌叶树
浅裂掌叶树（学名：Brassaiopsis hainla）为五加科罗伞属的植物。分布于不丹、锡金、尼泊尔以及中国大陆的西藏、云南等地，生长于海拔1,500米至2,100米的地区，多生长在森林中，目前尚未由人工引种栽培。

## 异名
- Brassaiopsis hainla (Buch.-Ham. ex D. Don) Seem.
- Pseudobrassaiopsis hainla (Buch.-Ham. ex D. Don) R. N. Banerjee